# Michael Johansen (voetballer)
Michael Johansen (Glostrup, 22 juli 1972) is een Deens voormalig voetballer die speelde als middenvelder. Zijn tweeling broer Martin Johansen was ook een voetballer.

## Carrière
Johansen speelde een seizoen voor Kjøbenhavns BK en trok daarna naar Boldklubben 1903 waar hij ook maar een seizoen speelde. Hij speelde van 1992 tot 1996 voor FC Kopenhagen en werd landskampioen in 1993 en de beker in 1995. Hij vertrok in 1996 naar Bolton Wanderers en speelde er tot in 2000. Van 2000 tot 2004 voor Akademisk BK daarna speelde hij nog voor Greve IF.
Hij speelde twee interlands voor Denemarken waarmee hij deelnam als jeugdinternational aan de Olympische Spelen in 1992.
Hij werd na zijn spelerscarrière spelersmakelaar bij NSKY die voornamelijk Scandinavische spelers vertegenwoordigen.

## Erelijst
- FC Kopenhagen
  - Landskampioen: 1993
  - Deense voetbalbeker: 1995

1 Jørgensen ·
2 Helveg ·
3 Laursen ·
4 Thomsen ·
5 Frank ·
6 Kjeldbjerg ·
7 Madsen ·
8 Ekelund ·
9 Molnar ·
10 Frandsen ·
11 Møller ·
12 Risager ·
13 Tøfting ·
14 Højer ·
15 Hansen · 
16 Flies ·
17 Mosegaard Madsen ·
18 Larsen ·
19 Andersen ·
20 Johansen ·
Coach: Jensen